# 洪晃
洪晃（英語：Hong Huang，1962年7月16日—），生于北京，籍貫中国浙江省宁波市慈溪县，美籍华人，北京媒体业名人，中国互动媒体集团的CEO，《世界都市 iLOOK》杂志主编兼出版人，中国名媛章含之与原配前夫洪君彦之女，其继父为中华人民共和国著名外交官乔冠华，其前夫之一为著名导演陈凯歌。

## 早年
洪晃的生母章含之，曾是毛泽东主席亲自钦点的英文教师。在其父母于1972年离婚，外交官乔冠华1973年底成为洪晃的继父。。
- 1974年，作为中国外交部的「后备人才」培養對象之一，12歲的洪晃被以「高干子弟小留学生」的身份派往美国學習，並在期間寄宿於當地家庭，得以深入了解美國文化[2]。
- 1978至1980年，洪晃返回中國大陸，並任職於中国国际广播电台。
- 1980年代，洪晃获得全额奖学金，得以進入美国私立大学瓦萨学院学习，主修国际政治，成為最早接受美國教育的太子黨成員之一[3]，後於1984年畢業。
- 1985年，洪晃再度返回中國大陸，任外国咨询公司咨询员。
- 1986年，洪晃担任德國金屬工業集團（英语：Metallgesellschaft AG）（北京办事处）驻华首席代表。
- 1996年，洪晃担任北京标准国际投资管理有限公司（民企）执行董事。

## 中国時尚教母
1996年起，洪晃的大部分時間都專注在監控她所擁有的投資公司的各項投資項目上。在1998年，一項公司的投資－－一本開办兩年的婦女時尚雜誌《LOOK》開始表現不佳，洪晃欣然表示願意改變跑道投入，先任主編，然後任出版人。《LOOK》雜誌現在是《iLOOK世界都市》時尚雜誌。洪晃表示“我們的讀者不只是想讀購物指南，他們想知道國際上尖端的潮流。”《iLook世界都市》雜誌專注名人，該雜誌最受歡迎的定期專欄報导名人在公共场合的穿着打扮，另一個讀者最喜愛的專欄介绍名牌，另一個專欄介绍中国還没有的名牌。
2000年3月起，洪晃担任中国互动媒体集团（China Interactive Media Group）的首席执行官，旗下的時尚雜誌品牌有：
- 《iLOOK世界都市》
- 《名牌世界·乐》月刊[6]（即英国杂志《Time Out》的中国版，创刊于2002年8月，现已转变为专属面向大陆一线城市的地区性消费导刊[7]。）
  - 《Time Out 北京》双周刊（含中/英文版，改版自2008年8月。）
  - 《Time Out 上海》双周刊（含中/英文版，改版自2008年8月。）
- 《SEVENTEEN青春一族》（即美国杂志《SEVENTEEN》的中国版）

另外，洪晃还擁有一間地處北京三里屯、以中國設計師為主打品牌的原创设计概念店（或精品店）“薄荷·糯米·葱”，以幫助中國大陸的服裝設計師來銷售他們自己的作品。
在美國，紐約時報報導常有人称洪晃為「中國的奧花·雲費」。華爾街日報称洪晃為「中国的设计教母」。《時代》雜誌將她選入了2011年最具影響力时代百大人物。
2011年4月，洪晃被台灣媒體《旺報》採訪和標榜為「中國第一間設計博物館負責人」，並在同年7月與網易時尚專訪過程中，提議中國政府需要「建立一个设计博物馆，建立一个对外开放的设计图书馆，建立一个非常好的中国手工艺博物馆，建立一个手工艺档案库。」才能為更多中國內地設計師創造良好的發展舞台。

## 私人生活
洪晃经历过三次婚姻，育有一女（养女）；1983年大学三年级時嫁给一位任職IBM的美国工程师。1985年與夫婿回國，後來兩人吵翻。1989年和中国电影导演陈凯歌在纽约结婚，1993年洪晃提出离婚。同年洪晃第三次结婚，嫁給法国驻上海领事馆文化官员彭赛。与彭赛离婚后。2001年起，与新男友杨小平共同生活，杨是一位室内装修设计师。

## 著作
- 「無窮動」-（2005）-電影
- 《寻欢作乐：毛姆情感自传》（章含之、洪晃 译）1983浙江文艺出版社
- 《我的非正常生活》 － 自傳， 2003海南出版社
- 《无目的美好生活》 － 散文，2007中国友谊出版公司
- 《廉价哲学》 － 散文，2009中国友谊出版公司
- 《之禾的秘密》，“中国制作”系列丛书，2017东华大学出版社
- 《张大小姐》- 小说， 2018浙江文艺出版社

## 外部連結
- 《我的非正常生活 （页面存档备份，存于）》 新浪公司 新浪主页 > 读书频道 > 长篇连载 > 我的非正常生活
- 洪晃的新浪微博